# نايجل ثورب
نايجل ثورب (بالإنجليزية: Nigel Thorpe)‏ هو دبلوماسي بريطاني، ولد في 3 أكتوبر 1945.